# Potez 34
Die Potez 34 (auch Potez 34 Hispano) war ein im Jahre 1929 in einer einzigen Ausfertigung von der Flugzeug- und Flugmotorenbaufirma Aéroplanes Henry Potez hergestelltes französisches Langstrecken-Testflugzeug, das die Luftverbindung zwischen Frankreich und Französisch-Indochina herstellen sollte.

## Technische Daten
Die Potez 34 war ein zweisitziger Hochdecker von 18,30 m Spannweite, 11,50 m Länge und 3,91 m Höhe. Die Tragflächen hatten 61 m2 tragende Oberfläche. Das Flugzeug hatte einen 600 PS (447 kW) leistenden Motor vom Typ Hispano-Suiza 12Lbr, mit dem es eine Höchstgeschwindigkeit von 200 km/h erreichte. Die Dienstgipfelhöhe betrug 4000 Meter, die maximale Flugdistanz 6700 km. Das Leergewicht der Maschine betrug 1900 kg, voll beladen wog sie 5920 kg.

## Geschichte
Der Erstflug fand im Mai 1929 statt. Die Maschine mit dem Kennzeichen F-AJHU ging bereits im Dezember 1929 bei dem Versuch verloren, von Paris nach Saigon zu fliegen. Joseph Le Brix, Antoine Paillard und ihr Mechaniker Camille Jousse waren Ende Februar 1929 bei einem ersten Versuch, von Marseille bis nach Saigon zu fliegen, mit ihrer Bernard 197 GR etwa 11.220 km bis nach Burma gekommen, mussten dann allerdings in einem Reisfeld notlanden und das Unternehmen abbrechen. Le Brix begann nun am 16. Dezember 1929 mit der Potez 34, und mit Maurice Rossi als Kopilot, einen zweiten Versuch. Auch dieser schlug fehl. Nach 72 Stunden Flugzeit und 10.500 Flugkilometern mussten die beiden ihre Maschine am 22. Dezember 1929 nachts wegen schweren Wetters über dem Regenwald von Burma aufgeben und sich per Fallschirm retten. Die Maschine war ein Totalverlust. Rossi wurde beim Absprung verletzt, da sein Fallschirm riss.